# Ula parabidens
Ula parabidens är en tvåvingeart som beskrevs av Alexander 1968. Ula parabidens ingår i släktet Ula och familjen hårögonharkrankar. Inga underarter finns listade i Catalogue of Life.